# Communication de données
Le rapport d'activité, la remontée de terrain, la communication de données, le compte rendu, ou encore le rapportage (en anglais reporting) est l'opération consistant, pour une entreprise, à faire rapport de son activité.
C'est la présentation périodique de rapports et bilans analytiques sur les activités et résultats d'une organisation, d'une unité de travail ou du responsable d'une fonction, destinée à en informer ceux chargés de les superviser en interne ou en externe, ou tout simplement concernés par ces activités ou résultats.
C'est de plus en plus un des éléments de bilan des entreprises (volet du rapport annuel sur le développement durable par exemple) permettant de faire un point régulier sur la stratégie de l'entreprise, les moyens mis au service de cette stratégie et les résultats obtenus. Il est souvent communiqué aux actionnaires et au public. Cela est fait de manière obligatoire pour certaines entreprises, dans certains pays. Le rapportage permet de comparer la maturité de différentes entreprises ou de différentes entités au sein d'une entreprise au regard d'indicateurs de développement soutenable (environnementaux, sociaux, éthique et de santé ou économiques)

## Terminologie
Le mot reporting peut aussi désigner :
- le document analysant et évaluant le fonctionnement et l'activité d'une entreprise dans un ou plusieurs domaines, pour une période donnée ;
- une technique informatique de préparation de ces rapports, consistant à extraire des données pour les présenter dans un rapport plus facilement lisible, voire pédagogique ou de vulgarisation pour les données complexes (affichable ou imprimable). On parle alors d'informatique décisionnelle, du fait que ces rapports constituent une aide à la décision par la visualisation de la situation présente (sous forme de statistiques, évolutions temporelles, cumuls et sous-totaux, etc) qu'ils dévoilent.

Avant l'introduction de cet anglicisme en France, on employait fréquemment le terme d'état pour évoquer les diverses sorties (tableaux, graphiques, diagrammes à barres…) qui peuvent constituer un rapport.

## Méthode
Le compte rendu concerne un type de rapports qui répond à la question « Que s’est-il passé ? » ou dans un contexte opérationnel à la question « Que se passe-t-il en ce moment ? ».
Il existe d’autres types de rapport pour répondre à la question analytique « Pourquoi et comment cela s’est-il passé ? » et à la question pronostique « Que va-t-il probablement ou certainement se passer ? ».
Ces différents rapports sont produits le plus souvent à partir d’un entrepôt de données et d'avis d'experts.
Il est recommandé (obligatoire dans certains cas) de faire les analyses par un tiers indépendant, de manière que les auteurs ne soient pas juges et parties, ce qui rend le contenu moins crédible.

## Typologies
Le terme de Reporting est employé de façon générique en informatique décisionnelle pour désigner toute production d'état, sans distinction.
Différents types de reporting émergent cependant depuis les années 1990 :
- Reporting financier, le plus ancien ;
- Reporting social et reporting environnemental, de plus en plus pratiqué dans le cadre de la responsabilité sociétale des entreprises (RSE) ;
- Reporting RH[4] ;
- Global reporting, avec en 1997 production d'un référentiel international par la Global Reporting Initiative.

## Enjeux
Avec l'émergence du développement durable, des fonds éthiques et du commerce éthique, et d'une certaine volonté de moraliser la finance, ces reportings sont examinés avec attention par un nombre croissant d'actionnaires, de gérants de portefeuille et d'agences de notation extra-financière.
Des sites internet commencent à comparer les performances éthiques et environnementales des entreprises, et en France, un Observatoire de la responsabilité sociétale des entreprises (ORSE) a été créé.
En outre certaines entreprises sont soumises à sanctions si elles ne fournissent pas ces rapports.
De nombreux débats existent sur la fiabilité et transparence et vérifiabilité des indicateurs utilisés pour coter les différents enjeux sociaux, environnementaux et sociétaux.
En plus de la production de rapports et d'indicateurs (graphiques, tableaux, synthèses, etc.) en matière de développement durable, les solutions de rapportage doivent notamment être en mesure de collecter des données tant quantitatives que qualitatives et ce, indépendamment de la complexité de l'organisation (entités, filiales). Alors que les solutions apportent toutes une fonctionnalité de consolidation des données automatisée et en temps réel, d'autres sont capables de gérer des workflows de validation pour assurer la mise à jour continue des données.

## Étapes
Ce sont dans l'ordre :
- le ciblage des données puis des sources de données à rassembler, avec par exemple un paramétrage de l'année, du domaine, etc.
- l'extraction des informations utiles : groupement, tris, fonctions d'agrégation, calculs d'indices, etc.
- la mise en forme d'un rapport avec un canevas défini
- la production du rapport sous sa forme lisible
- la publication ou diffusion du rapport (intranet, messagerie électronique, document, etc.)

Il existe trois étapes majeures pour la création d'un tableau de reporting :
- définir les objectifs
- cerner les variables d'action
- choisir les métriques

## Législation

### En France
- En 2001, les lois Nouvelles Régulations Économiques (NRE, mai 2001), puis en 2003, la loi de sécurité financière (LSF) de juillet 2003, impose aux 700 entreprises françaises cotées à la bourse de Paris (CAC 40 et SBF 120) de rendre compte dans leur rapport annuel d'éléments relatifs tant à leur politique environnementale (rejet de CO2, consommation électrique...) que sociale (parité, formation...).
- Depuis 2010, la loi Grenelle II (chapitre ou « chantier » consacré à la gouvernance) élargit et précise cette obligation pour un nombre plus important d'entreprises, avec des sanctions et un contrôle.

## Logiciels dereporting

### Logiciels propriétaires
- SAS BI[5]
- IBM Cognos BI[6],[7]
- OBI EE[8] (dont Hyperion)[9]
- Jet Reports
- Microsoft SSRS
- Microsoft Excel
- SAP Business Objects (BO)[10] (dont BO XI et Crystal Reports)
- Microstrategy Reporting Suite
- QlikView
- Information Builders WebFOCUS
- Actuate
- Tableau Software
- Inside Reporting
- Sage BI Reporting
- MyReport
- MyMetriks
- ARTool Project[11]
- WeReport
- Tibco Spotfire

### Logiciels
- JasperReports (dont iReport et OpenReports)
- BIRT Project
- Pentaho, etc. voir : Informatique décisionnelle open source
- SpagoBI
- LibreOffice
- OpenOffice Calc